# Kuniko Mukōda
Kuniko Mukōda (jap. 向田 邦子, Mukōda Kuniko; * 28. November 1929 in der Stadt Setagaya, Landkreis Ebara, Präfektur Tokio; † 22. August 1981) war eine japanische Drehbuchautorin, Schriftstellerin und Essayistin.
Mukōda ist Absolventin der Jissen joshi senmon gakkō (heutige Jissen-Frauenuniversität). Sie wurde als Autorin populärer Hörspiele und Fernsehfilme wie Morishige no Jūyaku Dokuhon (森繁の重役読本, 1962–69, dtsch. Morishiges Direktorenlesebuch), Dial 110 (ダイヤル一一〇番, 1959) und Shichinin no Mago (七人の孫, 1964, dtsch. Die sieben Enkel) bekannt. Daneben trat sie auch als Autorin von Dramen, Romanen und Essays hervor. 1980 wurde sie für ihre, zusammen in Omoide Trump (思い出トランプ, 1980, dtsch. Kartenspiel der Erinnerung) veröffentlichten, Kurzgeschichten Hana no namae (花の名前, dtsch. Der Name der Blume), Kawauso (かわうそ, dtsch. Der Otter) und Inugoya (犬小屋, Die Hundehütte) mit dem Naoki-Preis ausgezeichnet. Weitere bekannte Werke sind Chichi no Wabijō (父の詫び状, 1976–78, dtsch. Vaters Entschuldigungsschreiben), Nemuru Sakazuki (眠る盃, 1979, dtsch. Die ruhenden Trinkschalen). 1981 kam sie bei dem Absturz von FEAT-Flug 103 in Taiwan ums Leben.

## Quelle
- Prominent People of Minato City - Kuniko Mukoda
- Kuniko Mukōda bei IMDb
- S. Noma (Hrsg.): Mukōda Kumiko. In: Japan. An Illustrated Encyclopedia. Kodansha, 1993. ISBN 4-06-205938-X.